# Vlag van Oost-Finland

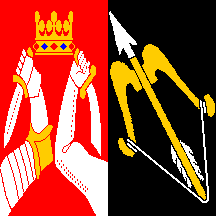
Vlag van Oost-Finland

De vlag van Oost-Finland is een vierkante banier van het wapen van deze provincie. Dit wapen is samengesteld uit de wapens van de historische regio's Karelië en Savo. De vlag is, net als de provincie Oost-Finland, gecreëerd in 1997.
Karelië, dat nu voor een klein deel in Finland ligt, maar vroeger voor een veel groter deel tot het destijds binnen Zweden vallende Finland behoorde, ligt nu grotendeels in Rusland. Het Karelische wapen werd voor het eerst gebruikt in 1560 of 1562 en is sindsdien in gebruik gebleven. Dit wapen, dat ook voorkomt op de vlag van Zuid-Finland en in enigszins gewijzigde vorm ook gebruikt wordt door de Finse regio's Noord-Karelië (gelegen in Oost-Finland) en Zuid-Karelië (in Zuid-Finland), toont twee handen die een zwaard en een kromsabel vasthouden onder een hertogelijke kroon. Mogelijk staat dit voor de positie van Karelië tussen Finland (zwaard) en Rusland (kromsabel). In het Finse wapen houdt een leeuw een (uit het Karelische wapen ontleend) zwaard vast en vertrapt de kromsabel.
Savo is eveneens een historische provincie van Finland, gelegen ten westen van Karelië. Het wapen van Savo toont (onder een hertogskroon die niet op de vlag van Oost-Finland staat) een gouden handboog met een pijl, die naar linksboven gericht staat.
Op 1 januari 2010 werden de Finse provincies opgeheven. Hiermee verviel de vlag.